# Ченнаи
Ченна́и, также Ченна́й (до 1996 года — Мадра́с; там. சென்னை, англ. Chennai) — город на юге Индии, столица и крупнейший город штата Тамилнад. Шестой по величине город страны, 41-я по величине в мире городская агломерация.
Основан в 1639 году на Коромандельском берегу (юго-восточное побережье Индии, омываемое водами Бенгальского залива).

## Происхождение названия

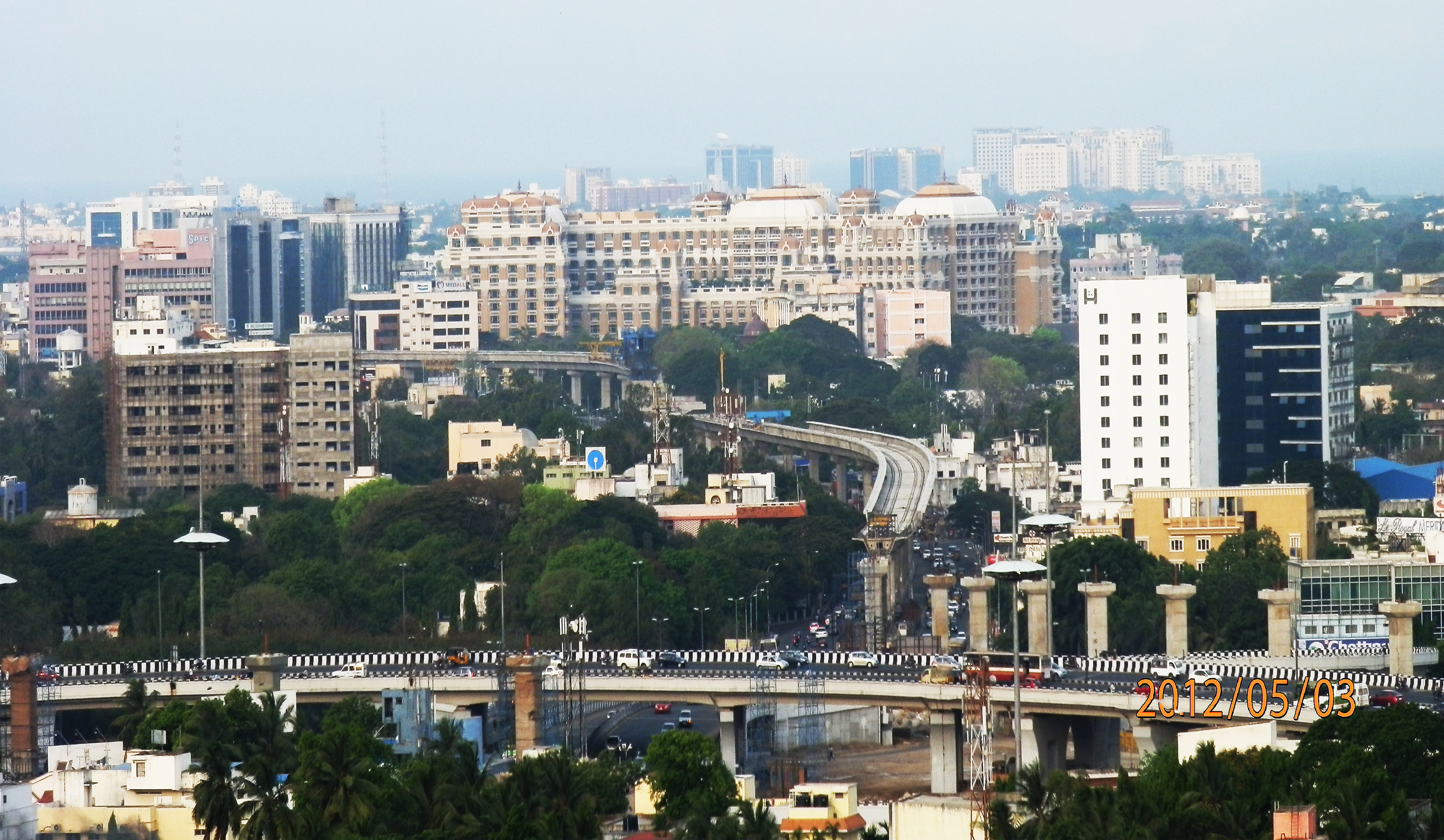
Вид на город

Старое название города происходит от места с названием Мадраспатнам (там. மதராசப்பட்டினம), выбранного Британской Ост-Индской компанией при основании торговой колонии. Другой населённый пункт, Ченнапатнам, располагался несколько южнее; позднее, когда поселения слились, британцы предпочли название Мадрас (там. மதறாச). В 1996 году город был переименован в Ченнаи.
Название «Ченнаи» происходит от личного имени Chennappa — наяка-правителя (феодала в средневековой Индии) из этой местности.

## История
Окрестности Ченнаи с I века н. э. входили в состав тамильских королевств Паллава, Чола, Пандья, Виджайянагар. Город Милапур, входящий в состав Большого Ченнаи, когда-то был крупнейшим портом королевства Паллава.
Считается, что святой Фома проповедовал в этих местах в 52—70 годах н. э.
В XVI веке прибывшие в Индию португальцы основали здесь порт Сан-Томе,
позднее территория отошла к нидерландцам, построившим укрепления в Пуликате, к северу от современного Ченнаи.
Наконец, в 1639 году Британская Ост-Индская компания основала поселение возле Мадраспатнама, а в следующем году был возведён форт Сент-Джордж, ставший впоследствии ядром, вокруг которого вырос колониальный город.
В 1746 году город был захвачен французским генералом Бурдонне, губернатором Маврикия. В 1749 году Мадрас был возвращён Великобритании согласно заключённому англо-французскому соглашению, после чего форт был значительно укреплён для защиты от французов и майсурского султана.

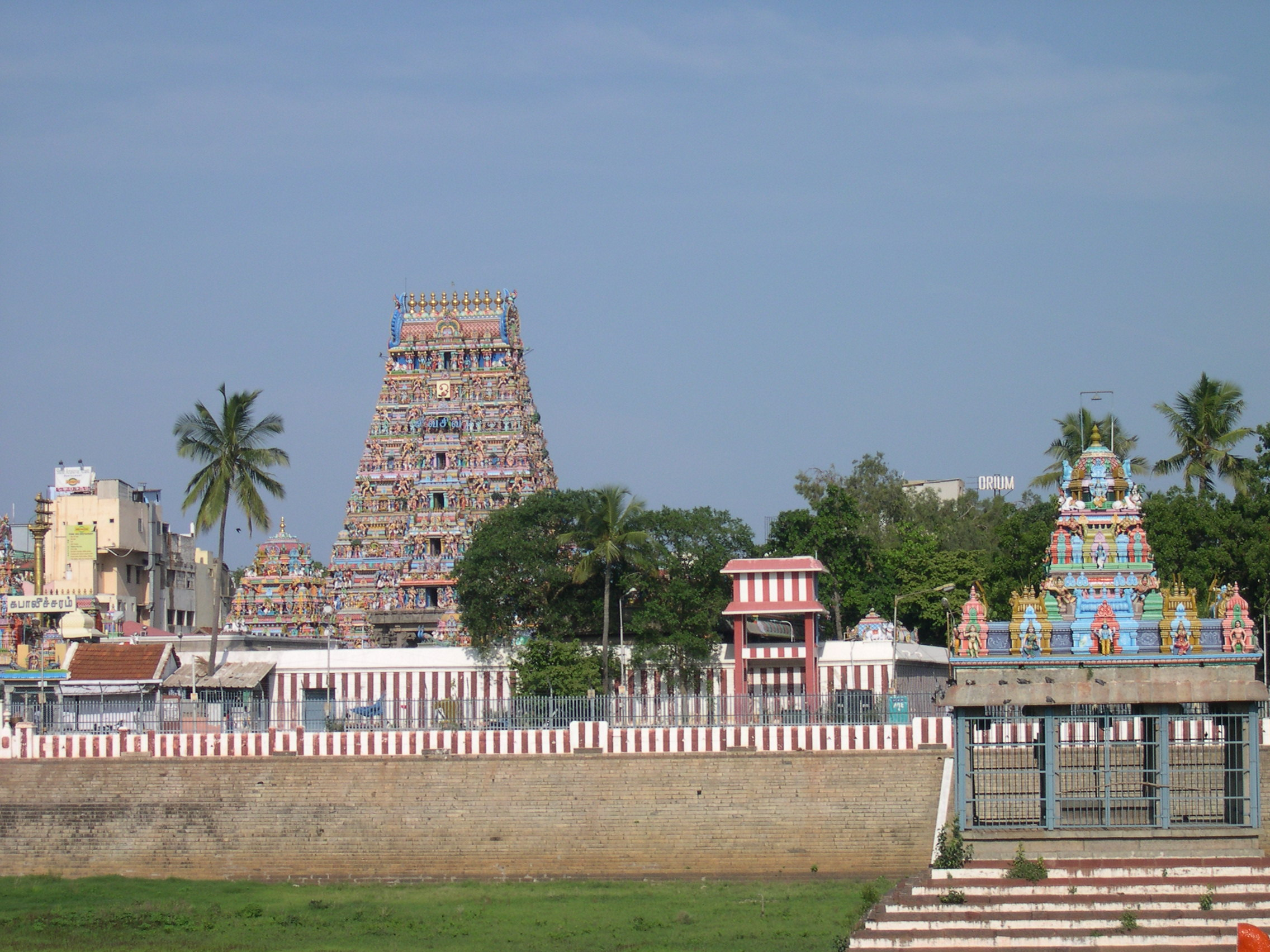
Старейший храм в Милапуре (Ченнаи)

К концу века англичане завоевали большую часть современного Тамилнада, а также штатов Карнатака и Андхра-Прадеш. Эти территории вошли в состав округа Мадрас.
Под властью англичан Мадрас превратился в крупный город и военную базу. В конце XIX века город был соединён железными дорогами с Бомбеем и Калькуттой, что способствовало развитию торговли с северной Индией. В годы Первой мировой войны Мадрас был атакован немецким крейсером «Эмден».
После обретения Индией независимости в 1947 г. город стал столицей штата Мадрас, переименованного в Тамилнад в 1968 г. 

В 1965—1967 годах — центр тамильских протестов по поводу насаждения языка хинди. С началом вооружённого конфликта в Шри-Ланке в 1983 город стал мишенью для тамильских террористов из организации «Тигры освобождения Тамил-Илама» (ТОТИ): в 1984 взрыв в городском аэропорту унёс 33 жизни, а в 1991 недалеко от Мадраса был убит бывший премьер-министр Индии Раджив Ганди.
Ченнаи достаточно серьёзно пострадал во время цунами 26 декабря 2004 года.
В 2015 году в городе случилось сильнейшее за 100 лет наводнение: 1—2 декабря за 24 часа выпало 500 мм осадков; погибло 270 человек.

## Географическое положение и внутренние воды

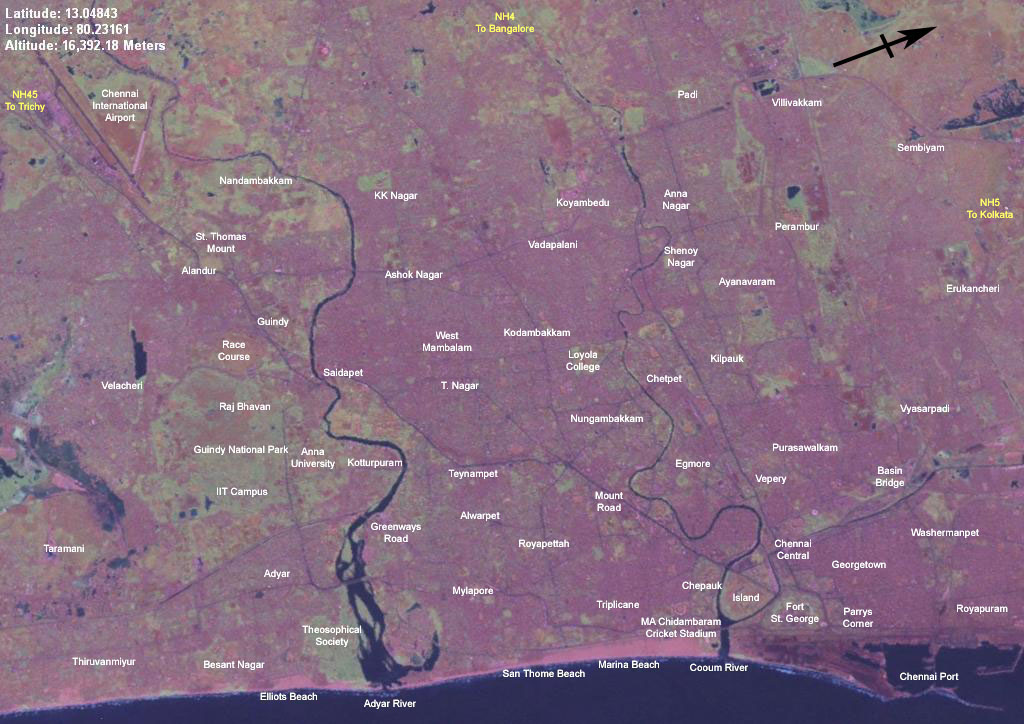
Вид на Ченнаи из космоса

Город расположен на северо-востоке Тамилнада, на прибрежной низменности (средняя высота— 6 м, максимальная — 60 м над уровнем моря). Вдоль побережья протянулся 12-километровый пляж Marina beach — один из длиннейших в мире.
Ченнаи пересекают две реки — Кувам в центре и Адьяр на юге. Кувам очень сильно загрязнена, Адьяр же периодически подвергается очистке, в её эстуарии создан небольшой заказник. Параллельно берегу прорыт 4-х километровый Букингемский канал, соединяющий обе реки.
На западе города расположены озёра Ред-Хиллс, Шолаварам и Чембарамбаккам, снабжающие город питьевой водой, поскольку грунтовые воды сильно засолены. Проблема водоснабжения стоит весьма остро, для её решения планируется строительство водовода от р. Кришна (штат Андхра-Прадеш) и опреснительного завода в Ченнаи.

## Климат
Климат города — субэкваториальный муссонный, колебания температуры в течение года невелики.
Бо́льшую часть года жарко и влажно. Наивысшая температура обычно в конце мая — начале июня (в среднем, 38 °C), наименьшая — в январе (24 °C). Минимальная зарегистрированная температура — 14,8 °C, максимальная — 44,1 °C. Годовое количество осадков — 1300 мм, бо́льшая часть их приходится на период северо-восточного муссона (конец сентября — середина ноября). Город часто оказывается в зоне прохождения циклонов Бенгальского залива.
| Показатель                    | Янв. | Фев. | Март | Апр. | Май  | Июнь | Июль | Авг. | Сен. | Окт. | Нояб. | Дек. | Год  |
| ----------------------------- | ---- | ---- | ---- | ---- | ---- | ---- | ---- | ---- | ---- | ---- | ----- | ---- | ---- |
| Абсолютный максимум, °C       | 34,8 | 39,6 | 39,0 | 42,6 | 44,8 | 43,2 | 40,0 | 39,7 | 39,2 | 38,4 | 36,0  | 38,0 | 44,8 |
| Средний суточный максимум, °C | 29,5 | 31,5 | 33,8 | 35,8 | 38,1 | 37,3 | 35,5 | 34,8 | 34,2 | 32,2 | 29,9  | 29,0 | 33,5 |
| Средняя температура, °C       | 25,0 | 26,4 | 28,5 | 30,7 | 32,5 | 32,1 | 30,6 | 30,0 | 29,6 | 28,2 | 26,4  | 25,1 | 28,8 |
| Средний суточный минимум, °C  | 20,9 | 21,8 | 23,7 | 26,2 | 27,6 | 27,2 | 26,2 | 25,6 | 25,3 | 24,5 | 23,0  | 21,6 | 24,5 |
| Абсолютный минимум, °C        | 16,0 | 15,0 | 18,0 | 19,0 | 20,0 | 18,0 | 20,0 | 20,1 | 20,3 | 20,0 | 18,2  | 13,0 | 13,0 |
| Норма осадков, мм             | 30   | 5    | 11   | 19   | 34   | 80   | 108  | 135  | 153  | 296  | 382   | 173  | 1427 |
| Источник: Погода и Климат     |      |      |      |      |      |      |      |      |      |      |       |      |      |

## Административно-территориальное деление

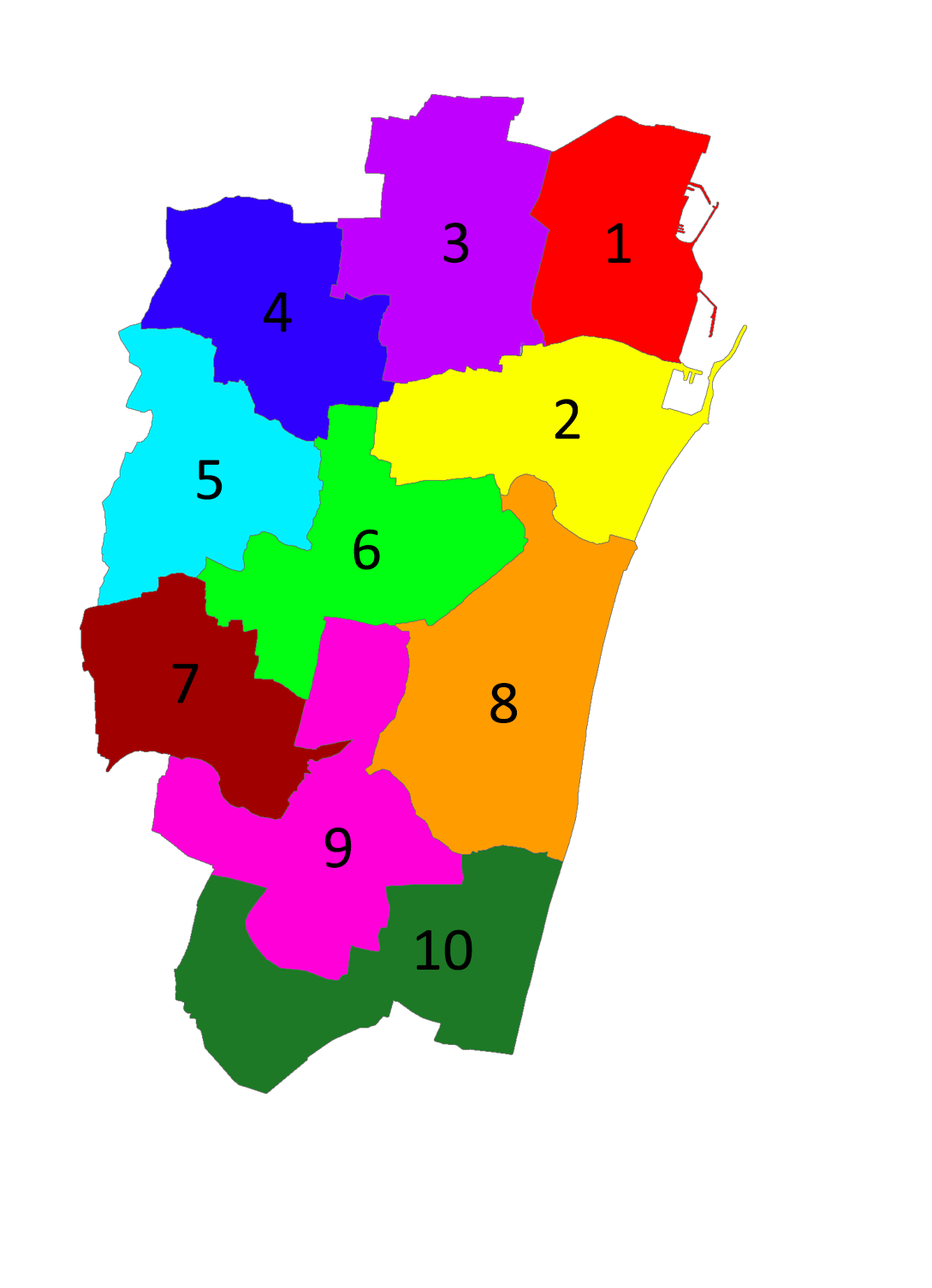
Районы Ченнаи: 1. Эгмор-Нунгамбакам 2. Форт Тондиарпет 3. Мамбалам-Гинду 4. Милапур-Трипликан 5. Перамбур-Пурасавалккам

Город разделён на пять районов. В Большой Ченнаи, помимо самого города, входят также округа Канчипурам и Тируваллур.
На севере Ченнаи размещаются основные промышленные предприятия. Деловая активность сосредоточена в центре. На юге расположены жилые кварталы, а также офисы многочисленных IT-компаний.
Крупнейшие города-спутники Ченнаи — Махабалипурам на юге, Ченгалпатту на юго-западе, Канчипурам, Шриперумбудур и Аракконам на западе.

### Управление
Большой Ченнаи управляется муниципалитетом Ченнаи, возглавляемым мэром и его заместителем. В его составе 155 депутатов.
В Ченнаи также находятся правительство и парламент Тамилнада. Здесь же расположен высший суд Мадраса, юрисдикция которого распространяется, помимо Тамилнада, также на Пондишери (Путтуччерри).
В Лок Сабхе Ченнаи представляют 3 депутата, а в парламенте Тамилнада — 18.

## Население
Основную часть населения составляют тамилы. Помимо тамильского, широко распространён английский язык. В городе большая телугуязычная диаспора, используются также языки малаялам и каннада.
Грамотность составляет 80 % (59 % в среднем по Индии).
Как и во всей Индии, в городе наблюдается неестественное соотношение между женщинами и мужчинами — 948 женщин на 1000 мужчин.
Основная проблема Ченнаи — перенаселение. Строительство высотных жилых домов почти не ведётся, что ведёт к расползанию города и транспортным проблемам, а также к росту трущоб с антисанитарными условиями жизни на окраинах. 25 % населения живёт в трущобах.

## Экономика
Город изначально задумывался как крупный порт и по-прежнему остаётся одним из крупнейших портов страны.
Один из крупнейших промышленных центров страны, считается автомобильной столицей Индии (более 40 % индийских автомобилей производится в Ченнаи). Заводы компаний «Hyundai», «Ford», «Mitsubishi», «TVS», «Ashok Leyland», «Royal Enfield», «TI Cycles» и «MRF» сосредоточены, в основном, в промышленной зоне Амбаттур-Пади. «BMW» также объявила о своих планах по строительству завода в Ченнаи.
На заводе «Авади» (Avadi (район Ченнаи), Heavy Vehicles Factory (HVF); рус. Завод тяжелой техники) производится военная техника — в частности, наиболее массовый индийский танк «Арджун».
Местный вагонный завод — «Integral Coach Factory».
Двигателестроение: Engine Factory Avadi.
В городе находятся филиалы многих крупнейших индийских компаний. В Ченнаи находится Мадрасская фондовая биржа.
Финансовый и банковский сектора развиты в Ченнаи издавна, здесь имеются филиалы многих международных банков.
С конца 1990-х годов бурно развивается IT-сектор. На юго-востоке города расположено несколько технопарков, крупнейшим из которых является «Tidel Park», построенный государственной компанией «TIDCO». Компания «Infosys» ведёт строительство крупнейшего в мире IT-центра в Большом Ченнаи. 

Также в городе бурно развиваются биотехнологии.

## Транспорт
- Ченнайский метрополитен

## Культура

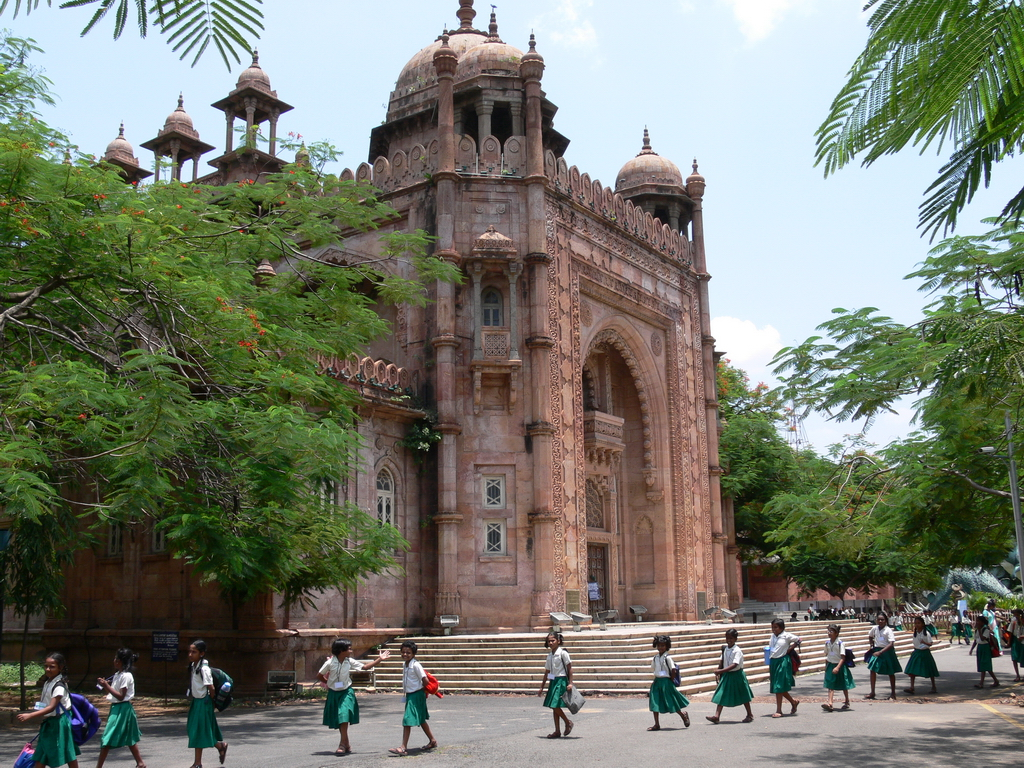
Галерея искусств в Ченнаи

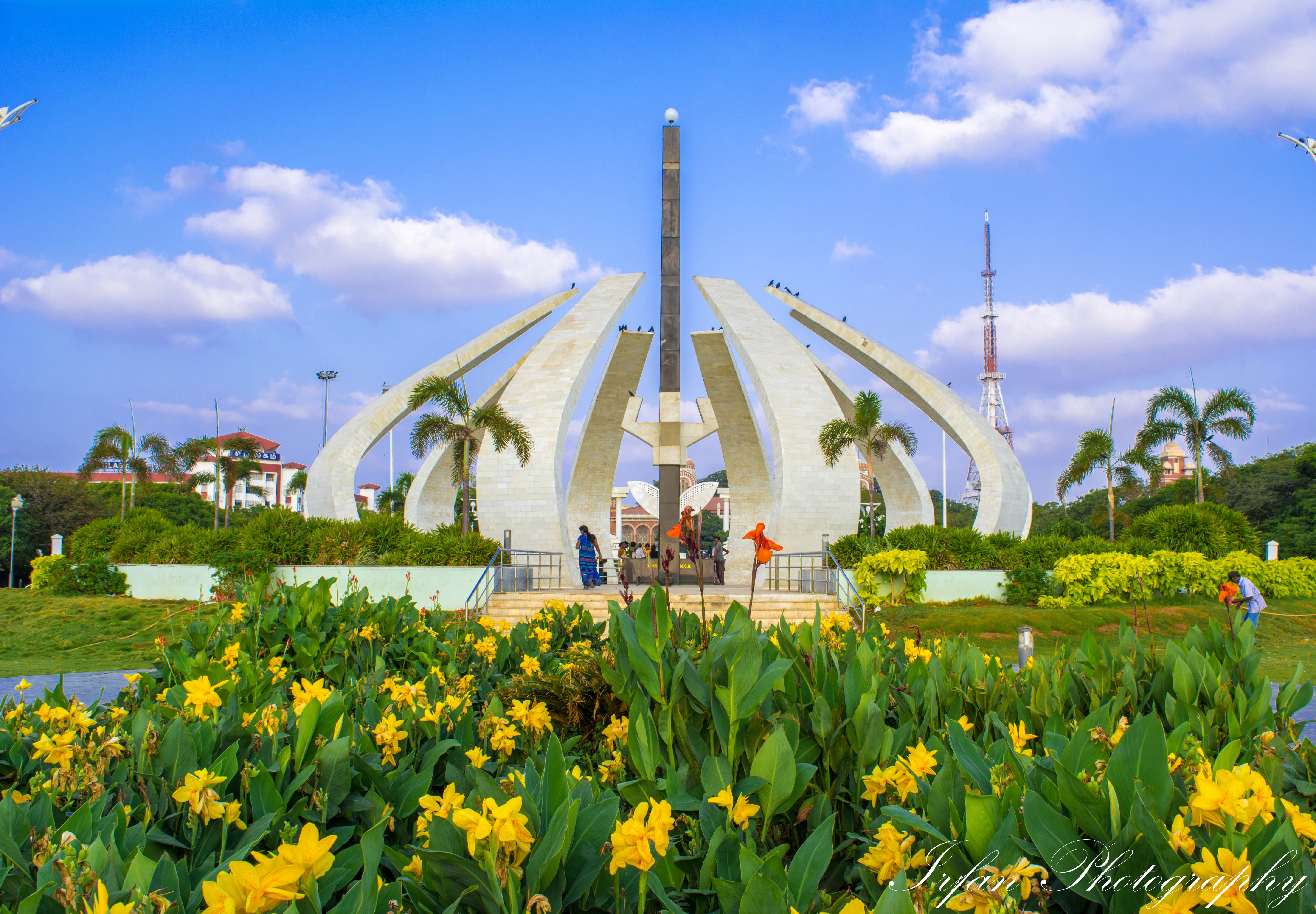
MGR Memorial at Marina beach, Chennai

В Ченнаи расположено множество музеев, галерей и других учреждений культуры, несущих просветительскую миссию, а также привлекающих туристов. Государственный музей и Национальная галерея искусств — одни из старейших в Индии. Городская Библиотека Столетия Анны является крупнейшей в Южной Азии.
Также Ченнаи стал центром музыки и искусств. Город знаменит своими классическими танцами. В 1930 году здесь, впервые в Индии, университет ввёл в программу бакалавра искусств курс музыки. С 1927 года в декабре проходит Сезон мадрасской музыки, посвящённый прежде всего карнатической музыке.
Каждый январь устраивается фестиваль искусств Ченнаи сангамам. Это мероприятие не ограничивается искусствами Тамилнада, там также принимают участие художники и музыканты Кералы. Фестиваль всегда устраивается возле известных достопримечательностей города, а плату за вход не взимают, что позволяет посетить его всем желающим.
В Ченнаи работает множество театров. Город считается центром старинного танцевального искусства бхаратнатьям, появившегося в Тамилнаде. В 2012 году группа из пяти танцовщиц бхаратнатьям выступала на Летних Олимпийских играх 2012 года.
С 2017 года Ченнаи включён в список «UNESCO Creative Cities Network» за свою вековую музыкальную традицию. В городе имеется несколько хоров, выступающих с рождественскими песнями в конце года.

## Достопримечательности
Исторический центр города расположен к югу от порта. В Ченнаи находятся такие памятники архитектуры, как храмы Капалишварар и Партасарати (VII в.), католический собор Святого Фомы (1504), армянская церковь Пресвятой Девы Марии (1712), протестантский Кафедральный собор Святого Георгия (1815), Тысячесветная мечеть, маяк (1844), здание Верховного суда (1892), Валувар Коттам — здание-музей, посвящённое классическому тамильскому поэту-философу тиру (господину) Валлувару.
В окрестностях города расположен городок Махабалипурам с храмовыми комплексами VII—VIII, в которые входят прибрежный храм, 10 пещерных храмов, 5 храмов-колесниц, высеченные из камня скульптуры; и деревня художников Чоламандалам.